# ریت یور میوزیک
رِیت یور میوزیک (به موسیقی‌هایتان امتیاز دهید) (انگلیسی: Rate Your Music) یا به طور مخفف RYM، یک وبگاه امتیازدهی به موسیقی و فیلم توسط کاربران است که در سال ۲۰۰۴ پایه‌گذاری شده است.